# Liste de ponts du Royaume-Uni
Cette liste de ponts du Royaume-Uni recense les ponts les plus remarquables du fait de leurs caractéristiques dimensionnelles ou de leur intérêt architectural ou historique en Angleterre, en Écosse, au Pays de Galles et en Irlande du Nord.

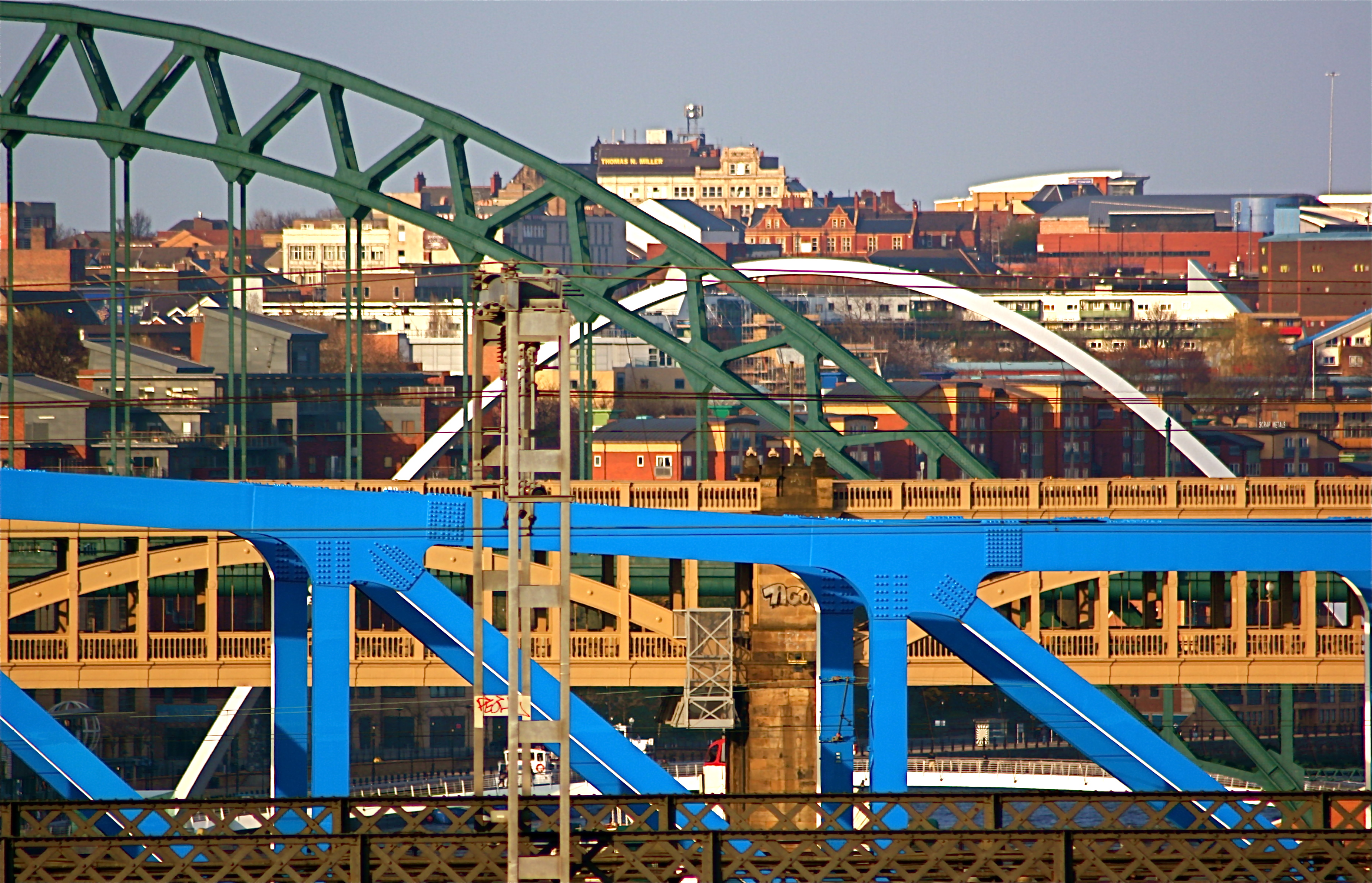
Les ponts sur la Tyne entre Newcastle upon Tyne et Gateshead en Angleterre.

Elle est présentée sous forme de tableaux récapitulant les caractéristiques des différents ouvrages, et peut être triée selon les diverses entrées pour voir un type de pont particulier ou les ouvrages les plus récents par exemple. La seconde colonne donne la classification de l'ouvrage parmi ceux présentés, les colonnes Portée et Long. (longueur) sont exprimées en mètres. Date indique la date de mise en service du pont.

## Ponts présentant un intérêt historique
Le tableau suivant dresse une liste de ponts retenus pour leur ancienneté, leur popularité ou parce qu'ils ont eu un rôle important dans un fait notable de l'histoire, ainsi que les ponts de Londres sur la Tamise. De nombreux ponts sont protégés au titre des monuments classés avec un système différent pour chaque nation du Royaume-Uni, les Grades ont été adoptés par l'Irlande du Nord (A,B+,B1 et B2), l'Angleterre et le pays de Galles (I,II* et II), l'Écosse utilise les Catégories (A, B et C).
|                                           |    | Nom                                   | Distinction | Long. | Type | Voie portée Voie franchie                         | Date           | Localisation                                                    | Nation            | Ref.                    |
| ----------------------------------------- | -- | ------------------------------------- | --- | ----- | --- | ------------------------------------------------- | -------------- | --------------------------------------------------------------- | ----------------- | ----------------------- |
| Tarr Steps                                | 1  | Tarr Steps                            | Grade I Pont préhistorique Parc national d'Exmoor                                                                                       | 55    | Dalles de pierre 17 travées                                                                                           | Pont piétonnier River Barle                       | -1000 av. J.C. | Withypool 51° 04′ 37,7″ N, 3° 37′ 03,6″ O                       | Angleterre        | [ E 1 ]                 |
| Devil's Bridge, Ceredigion                | 2  | Ponts du Diable (Ceredigion)          | Grade II Trois ponts construits les uns par-dessus les autres Le village dans lequel ils sont situés a pris leurs noms : Devil's Bridge |       | Maçonnerie 1er pont (XIe siècle) 1 arche ogivale 2e pont (1753) 1 arche segmentaire 3e pont (1901) Tablier métallique | A4120 road Afon Mynach                            | XIe siècle     | Devil's Bridge 52° 22′ 36,3″ N, 3° 50′ 59,7″ O                  | Pays de Galles    | ,                       |
| Framwellgate Bridge                       | 3  | Pont de Framwellgate                  | Grade I |       | Maçonnerie 2 arches segmentaire                                                                                       | Pont piétonnier Wear                              | 1120           | Durham 54° 46′ 33,8″ N, 1° 34′ 40,8″ O                          | Angleterre        | [ W 2 ]                 |
| Elvet Bridge                              | 4  | Pont Elvet                            | Grade I |       | Maçonnerie 10 arches ogivales                                                                                         | Saddler Street - New Elvet Wear                   | 1160           | Durham 54° 46′ 33,5″ N, 1° 34′ 24″ O                            | Angleterre        | [ E 2 ]                 |
| Lostwithiel Bridge                        | 5  | Pont de Lostwithiel                   | |       | Maçonnerie 6 arches                                                                                                   | Grenville Road Fowey                              | XIIe siècle    | Lostwithiel 50° 24′ 27,2″ N, 4° 40′ 00,2″ O                     | Angleterre        | [ 2 ]                   |
| Monnow Bridge                             | 6  | Pont Monnow                           | Grade I Dernier pont médiéval fortifié de Grande-Bretagne                                                                               | 35    | Maçonnerie 3 arches plein cintre, grès rouge                                                                          | Monnow Street River Monnow                        | 1272           | Monmouth 51° 48′ 32,4″ N, 2° 43′ 12,2″ O                        | Pays de Galles    | [ W 3 ]                 |
| Brig o' Balgownie                         | 7  | Brig o' Balgownie                     | Portée : 12 mètres |       | Maçonnerie 1 arche ogivale, granit et grès                                                                            | Don St - Cottown of Balgownie Don                 | 1320           | Old Aberdeen 57° 10′ 38,2″ N, 2° 05′ 54,7″ O                    | Écosse            |                         |
| Old Bridge, Huntingdon                    | 8  | Vieux pont de Huntingdon              | Grade I |       | Maçonnerie 6 arches ogivales                                                                                          | B1514 Great Ouse                                  | 1332           | Huntingdon 52° 19′ 38″ N, 0° 10′ 39,4″ O                        | Angleterre        | [ E 3 ]                 |
| Wakefield Bridge                          | 9  | Pont de Wakefield                     | Grade I |       | Maçonnerie 9 arches                                                                                                   | Calder Vale Road Calder                           | XIVe siècle    | Wakefield 53° 40′ 36″ N, 1° 29′ 22,7″ O                         | Angleterre        | [ W 4 ]                 |
| Clopton Bridge                            | 10 | Pont de Clopton                       | Grade I |       | Maçonnerie 14 arches ogivales                                                                                         | A3400 Bridge Foot Avon (Warwickshire)             | 1480           | Stratford-upon-Avon 52° 11′ 28″ N, 1° 42′ 05,4″ O               | Angleterre        | [ E 4 ]                 |
| St Ives Bridge                            | 11 | Pont de St Ives                       | Un des quatre ponts incorporant une chapelle en Angleterre                                                                              |       | Maçonnerie 6 arches ogivales                                                                                          | London Road Great Ouse                            | 1425           | St Ives 52° 19′ 22,1″ N, 0° 04′ 31″ O                           | Angleterre        | [ 3 ]                   |
| Burford Bridge                            | 12 | Pont d'Abingdon                       | |       | Maçonnerie 11 arches                                                                                                  | A415 road Tamise                                  | 1453           | Abingdon 51° 40′ 05,5″ N, 1° 16′ 44,2″ O                        | Angleterre        |                         |
| Wye Bridge (Hereford)                     | 13 | Pont sur la Wye (Hereford)            | |       | Maçonnerie 6 arches                                                                                                   | St Martin's Street Wye                            | 1490           | Hereford 52° 03′ 09,2″ N, 2° 43′ 07,5″ O                        | Angleterre        | [ 4 ]                   |
| Great Barford Bridge                      | 14 | Pont de Great Barford                 | Grade I |       | Maçonnerie 17 arches ogivales, grès et calcaire, élargissement en brique                                              | Barford Road Great Ouse                           | XVe siècle     | Bedford 52° 09′ 03,7″ N, 0° 20′ 35,7″ O                         | Angleterre        | [ E 5 ]                 |
| Wye Bridge (Monmouth)                     | 15 | Pont sur la Wye (Monmouth)            | Grade II | 71    | Maçonnerie 5 arches plein cintre (élargissement arches segmentaires)                                                  | A466 road Wye                                     | 1617           | Monmouth 51° 48′ 41″ N, 2° 42′ 35,7″ O                          | Pays de Galles    | [ W 5 ]                 |
| Town Bridge                               | 16 | Town Bridge                           | Grade I |       | Maçonnerie Arches plein cintre                                                                                        | Silver St. - St Margaret's St. Avon (Bristol)     | XVIIe siècle   | Bradford on Avon 51° 20′ 48,8″ N, 2° 15′ 03,9″ O                | Angleterre        | [ E 6 ]                 |
| Bridge House                              | 17 | Bridge House                          | Pont habité National Trust |       | Maçonnerie 1 arche segmentaire                                                                                        | Pont piétonnier                                   | XVIIe siècle   | Ambleside 54° 25′ 59,3″ N, 2° 57′ 48,6″ O                       | Angleterre        | [ 5 ]                   |
| Carrbridge Packhorse Bridge               | 18 | Pont de Carrbridge                    | "Packhorse bridge" Plus vieux pont en pierre des Highland                                                                               |       | Maçonnerie 1 arche plein cintre                                                                                       | Pont piétonnier River Dulnain                     | 1717           | Carrbridge 57° 17′ 01,9″ N, 3° 48′ 57,1″ O                      | Écosse            | [ 6 ]                   |
| Mathematical Bridge                       | 19 | Mathematical Bridge                   | Grade II | 12    | Arc Bois | Passerelle Cam                                    | 1749           | Cambridge 52° 12′ 07,9″ N, 0° 06′ 54,2″ E                       | Angleterre        | [ E 7 ]                 |
| Old Bridge, Pontypridd                    | 20 | Pont de Pontypridd                    | Grade I Portée : 43 mètres |       | Maçonnerie 1 arche segmentaire, dos d'âne                                                                             | Pont piétonnier Taf                               | 1756           | Pontypridd 51° 36′ 18″ N, 3° 20′ 17,5″ O                        | Pays de Galles    | [ W 6 ]                 |
| Pulteney Bridge                           | 21 | Pont Pulteney                         | Grade I Pont habité |       | Maçonnerie 3 arches segmentaires                                                                                      | Pont piétonnier Avon (Bristol)                    | 1774           | Bath 51° 22′ 58,8″ N, 2° 21′ 28,5″ O                            | Angleterre        | [ E 8 ]                 |
| Mellor Bridge                             | 22 | Pont Mellor                           | "Packhorse bridge", pont très étroit pouvant être traversé à cheval                                                                     |       | Maçonnerie 1 arche segmentaire                                                                                        | Pont piétonnier River Colne                       | 1775           | Marsden 53° 36′ 06,1″ N, 1° 55′ 50″ O                           | Angleterre        | [ 7 ]                   |
| Richmond Bridge, London                   | 23 | Pont Richmond                         | Grade I Plus vieux pont encore en état du Grand Londres sur la Tamise                                                                   | 91    | Maçonnerie 5 arches plein cintre                                                                                      | A305 road Richmond Rd. Tamise                     | 1777           | Richmond upon Thames 51° 27′ 26,7″ N, 0° 18′ 25,1″ O            | Angleterre        | [ E 9 ]                 |
| Iron Bridge                               | 24 | Iron Bridge                           | Grade I · Vallée d'Ironbridge · Patrimoine mondial (1986) · Premier pont en fonte au monde · Portée : 30,5 mètres                       | 60    | Arc Fonte, tablier porté, dos d'âne                                                                                   | Pont piétonnier Severn                            | 1779           | Ironbridge 52° 37′ 38,4″ N, 2° 29′ 07,6″ O                      | Angleterre        | ,                       |
| Pont-y-Cafnau                             | 25 | Pont-y-Cafnau                         | Grade II* Plus vieux pont ferroviaire en fonte toujours en place Portée : 14,2 mètres                                                   | 14    | Treillis Fonte | Pont piétonnier Ancien pont ferroviaire Taf       | 1793           | Merthyr Tydfil 51° 45′ 16,6″ N, 3° 23′ 44,1″ O                  | Pays de Galles    | ,                       |
| Pontcysyllte Aqueduct                     | 26 | Pont-canal de Pontcysyllte            | Patrimoine mondial (2009) · Conçu par Thomas Telford et William Jessop                                                                  | 305   | Arc Fonte, piles maçonnerie Pont-canal                                                                                | Llangollen Canal Dee                              | 1805           | Trevor 52° 58′ 13,7″ N, 3° 05′ 16,1″ O                          | Pays de Galles    | [ 10 ]                  |
| Waterloo Bridge, Betws-y-Coed             | 27 | Pont de Waterloo (Betws-y-Coed)       | Conçu par Thomas Telford Portée : 32 mètres                                                                                             |       | Arc Fonte, tablier porté                                                                                              | A5 road Conwy                                     | 1815           | Betws-y-Coed 53° 05′ 06,8″ N, 3° 47′ 43,1″ O                    | Pays de Galles    |                         |
| Craigellachie Bridge                      | 28 | Pont de Craigellachie                 | Classé en catégorie A Conçu par Thomas Telford Portée : 50 mètres                                                                       |       | Arc Fonte, tablier porté                                                                                              | Spey                                              | 1815           | Craigellachie 57° 29′ 28,7″ N, 3° 11′ 38″ O                     | Écosse            | [ S 1 ]                 |
| Wye Bridge (Chepstow)                     | 29 | Pont de Chepstow                      | Grade I | 97    | Arc Fonte, tablier porté                                                                                              | Bridge Street Wye                                 | 1816           | Chepstow 51° 38′ 46,8″ N, 2° 40′ 19,1″ O                        | Pays de Galles    | [ W 8 ]                 |
| Coalport Bridge                           | 30 | Pont Coalport                         | Grade II* |       | Arc Fonte, tablier porté                                                                                              | Coalport road Severn                              | 1818           | Coalport 52° 36′ 56,4″ N, 2° 26′ 30,8″ O                        | Angleterre        | [ E 11 ]                |
| Union Bridge (Tweed)                      | 31 | Pont de l'Union                       | Classé en catégorie A et Grade I Record du monde de portée lors de son inauguration Premier pont suspendu routier du Royaume-Uni        |       | Suspendu À chaînes, pylônes maçonnerie                                                                                | Tweed                                             | 1820           | Horncliffe - Fishwick 55° 45′ 09,3″ N, 2° 06′ 24,5″ O           | Angleterre Écosse | [ E 12 ] [ S 2 ] [ 11 ] |
| Aldford Iron Bridge                       | 32 | Aldford Iron Bridge                   | Grade I Portée : 50 mètres | 50    | Arc Fonte, tablier porté                                                                                              | Buerton Approach - Chester Approach Dee           | 1824           | Chester 53° 08′ 05,2″ N, 2° 52′ 15,8″ O                         | Angleterre        | ,                       |
| Engine Arm Aqueduct                       | 33 | Engine Arm Aqueduct                   | Conçu par Thomas Telford | 16    | Arc Fonte, tablier porté Aqueduc / Pont-canal                                                                         | Engine Arm BCN Main Line                          | 1825           | Smethwick 52° 29′ 52,5″ N, 1° 57′ 59,3″ O                       | Angleterre        |                         |
| Conwy Suspension Bridge                   | 34 | Pont suspendu de Conwy                | Grade I · Mène vers le château de Conwy · Patrimoine mondial (1986) · Conçu par Thomas Telford                                          |       | Suspendu À chaînes en fonte, tablier fonte, pylônes maçonnerie                                                        | Pont piétonnier Conwy                             | 1826           | Conwy 53° 16′ 49,6″ N, 3° 49′ 25,8″ O                           | Pays de Galles    | ,                       |
| Menai Suspension Bridge                   | 35 | Pont suspendu de Menai                | Grade I Portée : 177 mètres Record mondial de portée à son inauguration Conçu par Thomas Telford                                        | 521   | Suspendu À chaînes en fer forgé, tablier fer forgé, pylônes maçonnerie                                                | A5 road Détroit du Menai                          | 1826           | Anglesey - Bangor 53° 13′ 11,6″ N, 4° 09′ 46,6″ O               | Pays de Galles    | ,                       |
| Holt Fleet Bridge                         | 36 | Pont de Holt Fleet                    | Grade II |       | Arc Fonte, tablier porté                                                                                              | A4133 road Severn                                 | 1827           | Holt Fleet 52° 16′ 05,5″ N, 2° 15′ 31,8″ O                      | Angleterre        | [ E 14 ]                |
| Galton Bridge                             | 37 | Pont Galton                           | Grade I Conçu par Thomas Telford |       | Arc Fonte, tablier porté                                                                                              | Pont piétonnier Birmingham Canal                  | 1829           | Smethwick 52° 30′ 07,1″ N, 1° 58′ 45,6″ O                       | Angleterre        | [ E 15 ]                |
| Bridge of Sighs (Cambridge)               | 38 | Pont des Soupirs (Cambridge)          | Grade I |       | Pont couvert Maçonnerie, 1 arche segmentaire                                                                          | Pont piétonnier Cam                               | 1831           | Cambridge 52° 12′ 30,3″ N, 0° 06′ 56,7″ E                       | Angleterre        | [ E 16 ]                |
| Grosvenor Bridge (Chester)                | 39 | Pont de Grosvenor (Chester)           | Grade I Portée : 61 mètres |       | Maçonnerie 1 arche segmentaire, grès                                                                                  | A483 Grosvenor road Dee                           | 1832           | Chester 53° 11′ 00,8″ N, 2° 53′ 46″ O                           | Angleterre        | [ E 17 ]                |
| Ballochmyle Viaduct                       | 40 | Viaduc de Ballochmyle                 | Classé en catégorie A Portée : 55 mètres Hauteur libre : 51 mètres                                                                      |       | Maçonnerie 1 arche principale plein cintre, 6 arches secondaires                                                      | River Ayr                                         | 1848           | Mauchline 55° 29′ 57,9″ N, 4° 21′ 44,1″ O                       | Écosse            | [ S 3 ]                 |
| Conwy Railway Bridge                      | 41 | Pont ferroviaire de Conwy             | Grade I · Longe le château de Conwy · Patrimoine mondial (1986) · Conçu par Robert Stephenson                                           |       | Tubulaire Fer forgé, piles maçonnerie                                                                                 | North Wales Coast Line Conwy                      | 1848           | Conwy 53° 16′ 48,7″ N, 3° 49′ 25,5″ O                           | Pays de Galles    | ,                       |
| High Level Bridge                         | 42 | High Level Bridge                     | Grade I Conçu par Robert Stephenson | 408   | Arc Fonte, 2 niveaux, piles maçonnerie Pont bow-string                                                                | B1307 Tyne                                        | 1849           | Newcastle upon Tyne - Gateshead 54° 58′ 01,3″ N, 1° 36′ 30,7″ O | Angleterre        | ,                       |
| Britannia Bridge (1850)                   | 43 | Pont Britannia (1850) détruit en 1970 | Conçu par Robert Stephenson Portée : 140 mètres x2                                                                                      | 432   | Tubulaire Fer forgé, piles maçonnerie                                                                                 | North Wales Coast Line Détroit du Menai           | 1850           | Anglesey - Bangor 53° 12′ 58″ N, 4° 11′ 08,2″ O                 | Pays de Galles    |                         |
| Westminster Bridge                        | 44 | Westminster Bridge                    | En face du palais de Westminster · Patrimoine mondial (1987)                                                                            | 252   | Arc Fonte, tablier porté, 7 travées                                                                                   | A302 Tamise                                       | 1862           | Londres 51° 30′ 03,1″ N, 0° 07′ 18,5″ O                         | Angleterre        | [ 16 ]                  |
| Blackfriars Bridge                        | 45 | Blackfriars Bridge                    | Le banquier italien Roberto Calvi fut retrouvé pendu sous une des arches du pont                                                        | 281   | Arc Fer forgé, tablier porté, 5 travées                                                                               | A201 Tamise                                       | 1869           | Londres 51° 30′ 35,1″ N, 0° 06′ 15,8″ O                         | Angleterre        |                         |
| Skeldergate Bridge                        | 46 | Pont Skeldergate                      | Grade II |       | Arc Fonte, tablier porté                                                                                              | A1036 Bishopgate Street Ouse du Yorkshire         | 1881           | York 53° 57′ 14,9″ N, 1° 04′ 52,7″ O                            | Angleterre        | [ E 19 ]                |
| Greig Street Bridge                       | 47 | Pont de Greig Street                  | | 112   | Suspendu Métallique                                                                                                   |                                                   | 1882           | Inverness 57° 28′ 44,7″ N, 4° 13′ 47,5″ O                       | Écosse            |                         |
| Putney Bridge                             | 48 | Putney Bridge                         | Grade II |       | Maçonnerie 5 arches segmentaires, granit                                                                              | A219 Tamise                                       | 1886           | Londres 51° 28′ 00,8″ N, 0° 12′ 46,8″ O                         | Angleterre        | [ E 20 ]                |
| Battersea Bridge                          | 49 | Pont de Battersea                     | Grade II | 221   | Arc Fer forgé, tablier porté, 5 travées                                                                               | A3220 Tamise                                      | 1890           | Londres 51° 28′ 52,2″ N, 0° 10′ 21,2″ O                         | Angleterre        | [ E 21 ]                |
| Barton Swing Aqueduct                     | 50 | Pont-canal tournant de Barton         | Grade II Unique pont-canal tournant navigable au monde                                                                                  | 100   | Treillis Pont tournant Aqueduc / Pont-canal                                                                           | Canal de Bridgewater Canal maritime de Manchester | 1893           | Eccles 53° 28′ 29,2″ N, 2° 21′ 08,3″ O                          | Angleterre        | [ 17 ]                  |
| Tower Bridge                              | 51 | Tower Bridge                          | Grade I L'un des plus célèbres ponts du Royaume-Uni                                                                                     | 817   | Treillis Acier, pylônes maçonnerie, travées de rive suspendues Pont levant                                            | A100 Tamise                                       | 1894           | Londres 51° 30′ 20,1″ N, 0° 04′ 31,4″ O                         | Angleterre        | [ E 22 ]                |
| Glenfinnan Viaduct                        | 52 | Viaduc de Glenfinnan                  | Visible sur la serie de billet 2007 de 10£ Apparaît dans le film Harry Potter et la Chambre des secrets                                 | 380   | Arc Béton non-armé, 21 arcs, pont courbe                                                                              | West Highland Line River Finnan                   | 1901           | Glenfinnan 56° 52′ 34,6″ N, 5° 25′ 53,6″ O                      | Écosse            | [ 18 ]                  |
| Kew Bridge                                | 53 | Pont Kew                              | Grade II | 360   | Maçonnerie 3 arches en anse de panier                                                                                 | A205 Tamise                                       | 1903           | Londres 51° 29′ 13,4″ N, 0° 17′ 14,7″ O                         | Angleterre        | [ E 23 ]                |
| Vauxhall Bridge                           | 54 | Vauxhall Bridge                       | Grade II | 247   | Arc Acier, tablier porté, 5 travées                                                                                   | A202 Vauxhall Bridge Road Tamise                  | 1905           | Londres 51° 29′ 15,2″ N, 0° 07′ 37,4″ O                         | Angleterre        |                         |
| Bridge of Sighs (Oxford), Hertford Bridge | 55 | Pont des Soupirs (Oxford)             | Grade II |       | Pont couvert Maçonnerie, 1 arche segmentaire                                                                          | Passerelle New College Lane                       | 1914           | Oxford 51° 45′ 16,2″ N, 1° 15′ 13,4″ O                          | Angleterre        | [ E 24 ]                |
| Southwark Bridge                          | 56 | Southwark Bridge                      | Grade II | 244   | Arc Acier, tablier porté, 5 travées                                                                                   | A300 Tamise                                       | 1921           | Londres 51° 30′ 32″ N, 0° 05′ 38,6″ O                           | Angleterre        | [ E 25 ]                |
| Lambeth Bridge                            | 57 | Lambeth Bridge                        | |       | Arc Acier, tablier porté, 5 travées                                                                                   | A3203 Tamise                                      | 1932           | Londres 51° 29′ 40,3″ N, 0° 07′ 23″ O                           | Angleterre        |                         |
| Twickenham Bridge                         | 58 | Twickenham Bridge                     | Grade II |       | Arc Béton armé, tablier porté, 3 travées                                                                              | A316 Twickenham Road Tamise                       | 1933           | Londres 51° 27′ 37,5″ N, 0° 18′ 51,4″ O                         | Angleterre        | [ E 26 ]                |
| Tees Newport Bridge                       | 59 | Tees Newport Bridge                   | Premier grand pont levant en Angleterre                                                                                                 | 122   | Treillis Acier Pont levant                                                                                            | A1032 road Tees                                   | 1934           | Middlesbrough 54° 34′ 18,5″ N, 1° 15′ 40,3″ O                   | Angleterre        |                         |
| Waterloo Bridge                           | 60 | Waterloo Bridge                       | Grade II* |       | Poutre-caisson Béton armé                                                                                             | A301 Tamise                                       | 1945           | Londres 51° 30′ 30,7″ N, 0° 07′ 00,8″ O                         | Angleterre        | [ E 27 ]                |
| Northam Bridge                            | 61 | Pont de Northam                       | Premier pont en béton précontraint du Royaume-Uni                                                                                       | 148   | Poutre-caisson Béton précontraint                                                                                     | A3024 Northam road River Itchen                   | 1954           | Northam 50° 54′ 51,3″ N, 1° 23′ 11,3″ O                         | Angleterre        |                         |
| Grosvenor Bridge                          | 62 | Grosvenor Bridge                      | | 283   | Arc Béton, tablier porté, 4 travées                                                                                   | 10 voies ferroviaires Tamise                      | 1967           | Londres 51° 29′ 04,6″ N, 0° 08′ 50,5″ O                         | Angleterre        |                         |
| Penmachno Roman Bridge                    | 63 | Pont roman de Penmachno               | Grade II |       | Maçonnerie 1 arche segmentaire                                                                                        | Pont piétonnier River Machno                      |                | Penmachno 53° 03′ 36,4″ N, 3° 46′ 55,7″ O                       | Pays de Galles    | [ W 12 ]                |
| Arches de l'Old Exe Bridge                | 64 | Old Exe Bridge                        | Grade II |       | Roche 8 arches et demie                                                                                               | Pont dans un parc public Exe                      | 1190 à 1214    | Exeter 50° 43′ 09″ N, 3° 32′ 09″ O                              | Angleterre        |                         |

## Ponts présentant un intérêt architectural
|                             |    | Nom                                      | Distinction                                                                            | Long. | Type                                                    | Voie portée Voie franchie                      | Date      | Localisation                                        | Nation          | Ref.              |
| --------------------------- | -- | ---------------------------------------- | -------------------------------------------------------------------------------------- | ----- | ------------------------------------------------------- | ---------------------------------------------- | --------- | --------------------------------------------------- | --------------- | ----------------- |
| Hungerford Bridge           | 1  | Hungerford Bridge Golden Jubilee Bridges | Structural Achievement Commendation 2004                                               |       | Treillis Fer forgé                                      | Tamise                                         | 1864 2002 | Londres 51° 30′ 21,9″ N, 0° 07′ 12,9″ O             | Angleterre      | [ Note 1 ] [ 19 ] |
| Byker Metro Viaduct         | 2  | Viaduc de Byker                          | Un passage est conçu à travers la base de chaque pile                                  | 815   | Poutre-caisson Béton précontraint                       | Métro Tyne & Wear (Yellow Line) Ouseburn       | 1982      | Newcastle upon Tyne 54° 58′ 34,6″ N, 1° 35′ 29,8″ O | Angleterre      | [ 15 ]            |
| Kylesku Bridge              | 3  | Pont de Kylesku                          |                                                                                        | 275   | Pont à béquilles Tablier caisson béton, béquilles béton | A894 Loch a' Chàirn Bhàin                      | 1984      | Kylestrome 58° 15′ 25,8″ N, 5° 01′ 24,6″ O          | Écosse          |                   |
| Royal Victoria Dock Bridge  | 4  | Pont du Royal Victoria Dock              | Portée : 127 mètres                                                                    | 127   | Haubané Acier, type treillis Fink inversé               | Passerelle Royal Victoria Dock                 | 1998      | Londres 51° 30′ 22,3″ N, 0° 01′ 34,2″ O             | Angleterre      |                   |
| Millennium Bridge (London)  | 5  | Millennium Bridge (Londres)              | Portée : 144 mètres                                                                    | 370   | Suspendu Acier, piles béton 108+144+81                  | Pont piétonnier Tamise                         | 2000      | Londres 51° 30′ 34,7″ N, 0° 05′ 54,8″ O             | Angleterre      |                   |
| Millennium Bridge           | 6  | York Millennium Bridge                   | Angle d'inclinaison de l'arc : 50 degrés                                               | 150   | Arc Acier, tablier intermédiaire, arc incliné           | Ouse du Yorkshire                              | 2001      | York 53° 56′ 41,7″ N, 1° 04′ 56″ O                  | Angleterre      | ,                 |
| Lune Millennium Bridge      | 7  | Lune Millennium Bridge                   | Sustrans National Cycle Network Award for Excellence in 2005                           | 140   | Haubané Monopylône, tablier et pylône acier             | Passerelle - National Cycle Route 6 River Lune | 2001      | Lancaster 54° 03′ 08,9″ N, 2° 48′ 08,8″ O           | Angleterre      |                   |
| Gateshead Millennium Bridge | 8  | Gateshead Millennium Bridge              | Portée : 105 mètres IStructE Supreme Award 2003 IABSE Outstanding Structure Award 2005 | 126   | Arc Pont levant                                         | Pont piétonnier Tyne                           | 2001      | Gateshead 54° 58′ 11,3″ N, 1° 35′ 57,1″ O           | Angleterre      | [ 15 ]            |
| Falkirk Wheel               | 9  | Roue de Falkirk                          | Unique ascenseur à bateaux par rotation au monde                                       |       | Ascenseur à bateaux                                     | Forth and Clyde Canal Union Canal              | 2002      | Falkirk 56° 00′ 01,2″ N, 3° 50′ 30,1″ O             | Écosse          |                   |
| Cobweb Bridge               | 10 | Pont toile d'araignée                    | Passerelle multihaubanée passant sous un pont et par-dessus une rivière                | 100   | Haubané Multihaubané, tablier métallique                | Passerelle - Five Weirs Walk Don               | 2002      | Sheffield 53° 23′ 16,7″ N, 1° 27′ 36,5″ O           | Angleterre      |                   |
| Carrick-a-Rede Rope Bridge  | 11 | Pont de corde de Carrick-a-Rede          | 227 000 visiteurs en 2007                                                              | 20    | Suspendu Cordage, platelage bois                        | Passerelle Canal du Nord                       | 2004      | Ballintoy 55° 14′ 22,4″ N, 6° 19′ 56,8″ O           | Irlande du Nord | [ 22 ]            |
| The Rolling Bridge          | 12 | The Rolling Bridge                       | Pont s'enroulant sur lui-même                                                          | 12    | Treillis Acier, bois Pont levant                        | Pont piétonnier Bassin Paddington              | 2004      | Londres 51° 31′ 06,2″ N, 0° 10′ 29″ O               | Angleterre      |                   |
| Newport City footbridge     | 13 | Passerelle sur l'Usk                     | Hauteur pylône : 70 mètres Structural Steel Design Awards 2007                         | 145   | Haubané Monopylône, tablier acier, pylône déporté acier | Passerelle Usk                                 | 2006      | Newport 51° 35′ 13″ N, 2° 59′ 25,1″ O               | Pays de Galles  | [ 23 ]            |
| Infinity Bridge             | 14 | Infinity Bridge                          | Portée : 120 mètres                                                                    | 237   | Arc Acier, tablier intermédiaire 120+60                 | Pont piétonnier Tees                           | 2009      | Stockton-on-Tees 54° 33′ 53,8″ N, 1° 17′ 56,9″ O    | Angleterre      | [ 24 ]            |
| Bracklinn Falls Bridge      | 15 | Pont des chutes de Bracklinn             | International Footbridge Awards 2011                                                   | 20    | Treillis Bois, barres de renforcement en acier          | Passerelle Bracklinn Falls                     | 2010      | Callander 56° 14′ 58,5″ N, 4° 11′ 11,8″ O           | Écosse          | ,                 |
| Naburn Railway Bridge       | 16 | Pont ferroviaire de Naburn               | Connu sous le nom de pont du pêcheur depuis l'ajout d'une sculpture en 2000            |       | Treillis Acier                                          | Pont piétonnier Ouse du Yorkshire              |           | York 53° 54′ 39,6″ N, 1° 05′ 28,5″ O                | Angleterre      |                   |

## Grands ponts
Ce tableau présente les ouvrages ayant des portées supérieures à 100 mètres ou une longueur totale de plus de 3 000 mètres (liste non exhaustive). Le pont suspendu de Menai, le pont ferroviaire de Conwy, le pont Britannia de 1850 et le pont de l'Union qui possèdent des travées supérieures à 100 mètres sont répertoriés dans la partie ponts historiques.
|                                  |    | Nom                                   | Portée   | Long. | Type                                                                            | Voie portée Voie franchie                        | Date      | Localisation                                                    | Nation                    | Ref.       |
| -------------------------------- | -- | ------------------------------------- | -------- | ----- | ------------------------------------------------------------------------------- | ------------------------------------------------ | --------- | --------------------------------------------------------------- | ------------------------- | ---------- |
| Humber Bridge                    | 1  | Pont du Humber                        | 1410     | 2220  | Suspendu Tablier caisson acier, pylônes béton, suspentes inclinées 530+1410+280 | A15 road Humber                                  | 1981      | Hessle - Barton-sur-Humber 53° 42′ 29,3″ N, 0° 27′ 00,4″ O      | Angleterre                |            |
| Forth Road Bridge                | 2  | Forth Road Bridge                     | 1006     | 2517  | Suspendu Tablier treillis acier, pylônes acier 409+1006+409                     | A90 road Firth of Forth                          | 1964      | Édimbourg - North Queensferry 56° 00′ 05,5″ N, 3° 24′ 15,1″ O   | Écosse                    | ,          |
| Severn Bridge                    | 3  | Pont sur la Severn                    | 988      | 3001  | Suspendu Tablier caisson acier, pylônes acier, suspentes inclinées 305+988+305  | M48 motorway - National Cycle Route 4 Severn     | 1966      | Bristol - Chepstow 51° 36′ 36,2″ N, 2° 38′ 26,4″ O              | Angleterre Pays de Galles | ,          |
| Forth Replacement Crossing       | 4  | Nouveau pont du Forth en construction | 650 (x2) | 2700  | Haubané 3 pylônes, suspension axiale 103+222+650+650+222+103                    | Firth of Forth                                   | 2016      | Édimbourg - North Queensferry 56° 00′ 13″ N, 3° 24′ 52″ O       | Écosse                    | ,          |
| Forth Bridge                     | 5  | Pont du Forth                         | 521      | 2500  | Cantilever Acier, 2 poutres centrales en porte-à-faux 207+44+521+79+521+44+207  | Firth of Forth                                   | 1890      | Édimbourg - North Queensferry 56° 00′ 03,3″ N, 3° 23′ 19,5″ O   | Écosse                    | [ S 5 ]    |
| Second Severn Crossing           | 6  | Deuxième pont sur la Severn           | 456      | 5126  | Haubané Tablier mixte acier/béton, pylônes béton 23x98+456+23x98                | M4 motorway Severn                               | 1996      | Bristol - Newport 51° 34′ 27,2″ N, 2° 42′ 00,5″ O               | Angleterre Pays de Galles |            |
| Queen Elizabeth II Bridge        | 7  | Pont de la Reine Elizabeth II         | 450      | 2872  | Haubané Tablier mixte acier/béton, pylônes acier, piles béton                   | A282 Tamise                                      | 1991      | Dartford - Thurrock 51° 27′ 53,3″ N, 0° 15′ 31,9″ E             | Angleterre                |            |
| Tamar Bridge                     | 8  | Pont-route de Tamar                   | 335      | 642   | Suspendu Tablier treillis acier, pylônes béton 114+335+114                      | A38 road Tamar                                   | 1961      | Plymouth - Saltash 50° 24′ 29,7″ N, 4° 12′ 13″ O                | Angleterre                |            |
| Silver Jubilee Bridge            | 9  | Silver Jubilee Bridge                 | 330      | 962   | Arc Acier, tablier intermédiaire 76+330+76                                      | A533 Mersey - Canal maritime de Manchester       | 1961      | Runcorn - Widnes 53° 20′ 44,1″ N, 2° 44′ 17,6″ O                | Angleterre                | ,          |
| Erskine Bridge                   | 10 | Pont d'Erskine                        | 305      | 1322  | Haubané Tablier caisson acier, pylônes acier, piles béton 110+305+110           | A898 Clyde                                       | 1971      | Erskine 55° 55′ 12,5″ N, 4° 27′ 45,7″ O                         | Écosse                    |            |
|                                  |    | Mersey Gateway Bridge en construction | 300 (x2) | 2130  | Haubané 3 pylônes, suspension axiale 195+300+300+215                            | Mersey                                           | 2017      | Runcorn - Widnes 53° 21′ 10,4″ N, 2° 42′ 43,3″ O                | Angleterre                |            |
| Pont de Skye                     | 11 | Pont de Skye                          | 250      | 570   | Poutre-caisson Béton précontraint 125+250+125                                   | A87 road Loch Alsh                               | 1995      | Skye 57° 16′ 34,4″ N, 5° 44′ 35,4″ O                            | Écosse                    | [ 33 ]     |
| Kessock Bridge                   | 12 | Pont de Kessock                       | 240      | 1056  | Haubané Tablier poutres acier, pylônes acier, piles béton 72+80+240+80+72       | A9 road Beauly Firth                             | 1982      | Inverness 57° 29′ 58,2″ N, 4° 13′ 48,2″ O                       | Écosse                    |            |
| Wye Bridge                       | 13 | Pont sur la Wye                       | 235      | 3001  | Haubané Tablier caisson acier, pylônes acier, suspension axiale 87+235+87       | M48 motorway - National Cycle Route 4 Wye        | 1966      | Bristol - Chepstow 51° 37′ 03,4″ N, 2° 39′ 37,5″ O              | Angleterre Pays de Galles | ,          |
| Foyle Bridge                     | 14 | Pont de Foyle                         | 234      | 866   | Poutre-caisson Acier 144+234+144                                                | A515 road Foyle                                  | 1984      | Derry 55° 01′ 08,6″ N, 7° 17′ 38,7″ O                           | Irlande du Nord           |            |
| Clifton Suspension Bridge        | 15 | Pont suspendu de Clifton              | 214      | 412   | Suspendu À chaînes en fer forgé, tablier métallique, pylônes maçonnerie         | B3129 road Avon                                  | 1864      | Bristol 51° 27′ 17,8″ N, 2° 37′ 40,4″ O                         | Angleterre                | [ E 30 ]   |
| Cleddau Bridge                   | 16 | Pont de Cleddau                       | 214      | 820   | Poutre-caisson Acier 77+149+214+149+3x77                                        | A477 road Cleddau                                | 1975      | Pembroke Dock - Neyland 51° 42′ 25,8″ N, 4° 56′ 02,2″ O         | Pays de Galles            | [ 35 ]     |
| Newport Transporter Bridge       | 17 | Pont transbordeur de Newport          | 196      | 196   | Cantilever Acier Pont transbordeur                                              | B4237 Stephenson Street Usk                      | 1906      | Newport 51° 34′ 14,1″ N, 2° 59′ 08,2″ O                         | Pays de Galles            | ,          |
| Flintshire Bridge                | 18 | Pont de Flintshire                    | 194      | 954   | Haubané Monopylône, tablier dalle béton, pylône béton                           | A548 road Dee                                    | 1998      | Connah's Quay - Flint 53° 13′ 46″ N, 3° 04′ 00,8″ O             | Pays de Galles            |            |
| Orwell Bridge                    | 19 | Pont Orwell                           | 190      | 1287  | Poutre-caisson Béton précontraint                                               | A14 road River Orwell                            | 1982      | Ipswich 52° 01′ 36,8″ N, 1° 09′ 51,4″ E                         | Angleterre                |            |
| City Bridge                      | 20 | City Bridge                           | 187      | 200   | Arc Acier, tablier suspendu Pont bow-string                                     | E Dock Road Usk                                  | 2004      | Newport 51° 34′ 36,7″ N, 2° 58′ 27,1″ O                         | Pays de Galles            |            |
| Middlesbrough Transporter Bridge | 21 | Pont transbordeur de Middlesbrough    | 172      | 172   | Cantilever Acier Pont transbordeur                                              | A178 road Tees                                   | 1911      | Middlesbrough 54° 35′ 03,7″ N, 1° 13′ 40,9″ O                   | Angleterre                |            |
| Queen Elizabeth II Metro Bridge  | 22 | Pont-métro de la Reine Elizabeth II   | 165      | 353   | Treillis Acier                                                                  | Métro Tyne & Wear Tyne                           | 1981      | Newcastle upon Tyne - Gateshead 54° 57′ 52″ N, 1° 36′ 49,8″ O   | Angleterre                | [ 15 ]     |
| Tyne Bridge                      | 23 | Tyne Bridge                           | 162      | 398   | Arc Acier, tablier intermédiaire                                                | A167 Tyne                                        | 1928      | Newcastle upon Tyne - Gateshead 54° 58′ 04,7″ N, 1° 36′ 21,8″ O | Angleterre                | ,          |
| Redheugh Bridge                  | 24 | Pont de Redheugh                      | 160      | 674   | Poutre-caisson Béton précontraint                                               | A6082 Tyne                                       | 1983      | Newcastle upon Tyne - Gateshead 54° 57′ 43,4″ N, 1° 37′ 07,4″ O | Angleterre                | [ 15 ]     |
| Connel Bridge                    | 25 | Pont de Connel                        | 152      |       | Cantilever Acier                                                                | A828 road Loch Etive                             | 1903      | Connel (en) 56° 27′ 22,2″ N, 5° 23′ 29,5″ O                     | Écosse                    | [ S 6 ]    |
| Medway Viaducts                  | 26 | Viaducs de Medway                     | 152      | 997   | Poutre-caisson Béton précontraint                                               | M2 motorway Medway                               | 1960 2003 | Rochester 51° 22′ 34,3″ N, 0° 28′ 32,3″ E                       | Angleterre                |            |
| George Street Bridge             | 27 | Pont de George Street                 | 152      |       | Haubané Pylônes béton                                                           | A48 road Usk                                     | 1964      | Newport 51° 35′ 02,8″ N, 2° 59′ 04,3″ O                         | Pays de Galles            |            |
| Medway Rail-link Viaduct         | 28 | Viaduc ferroviaire de Medway          | 152      | 1256  | Poutre-caisson Béton précontraint                                               | High Speed 1 Medway                              | 2003      | Rochester 51° 22′ 32,7″ N, 0° 28′ 28,5″ E                       | Angleterre                |            |
| Britannia Bridge (1971)          | 29 | Pont Britannia (1971)                 | 140      | 461   | Arc Acier, 2 niveaux, tablier porté                                             | A55 road North Wales Coast Line Détroit du Menai | 1971      | Anglesey - Bangor 53° 12′ 57,2″ N, 4° 11′ 08,5″ O               | Pays de Galles            |            |
| Royal Albert Bridge              | 30 | Royal Albert Bridge                   | 139 (x2) | 667   | Lenticulaire Fer forgé, piles maçonnerie                                        | Cornish Main Line Tamar                          | 1859      | Plymouth - Saltash 50° 24′ 27,6″ N, 4° 12′ 12,8″ O              | Angleterre                | [ E 32 ]   |
| Union Bridge (Tweed)             | 31 | Pont de l'Union                       | 129      |       | Suspendu À chaînes en fer forgé, tablier fer forgé, pylônes maçonnerie          | Tweed                                            | 1820      | Horncliffe - Fishwick 55° 45′ 09,3″ N, 2° 06′ 24,5″ O           | Angleterre Écosse         |            |
| Hammersmith Bridge               | 32 | Pont de Hammersmith                   | 122      | 210   | Suspendu À chaînes en fer forgé, tablier métallique, pylônes maçonnerie         | A306 road Tamise                                 | 1887      | Londres 51° 29′ 18,3″ N, 0° 13′ 48,8″ O                         | Angleterre                | [ E 33 ]   |
| Albert Bridge                    | 33 | Albert Bridge                         | 117      | 220   | Suspendu À chaînes en fer forgé, tablier métallique, haubans                    | A3031 road Tamise                                | 1873      | Londres 51° 28′ 56,1″ N, 0° 10′ 00″ O                           | Angleterre                | [ Note 2 ] |
| Wearmouth Bridge                 | 34 | Pont Wearmouth                        | 114      |       | Arc Acier, tablier intermédiaire, 3 articulations                               | A1018 road Wear                                  | 1929      | Sunderland 54° 54′ 35,6″ N, 1° 22′ 58,7″ O                      | Angleterre                |            |
| Blaydon Bridge                   | 35 | Pont de Blaydon                       | 108      | 332   | Poutre-caisson Béton précontraint                                               | A1 road Tyne                                     | 1990      | Newcastle upon Tyne - Gateshead 54° 58′ 13,2″ N, 1° 41′ 52,2″ O | Angleterre                | [ 15 ]     |
| London Bridge                    | 36 | Pont de Londres                       | 104      | 262   | Poutre-caisson Béton précontraint                                               | A3 road Tamise                                   | 1973      | Londres 51° 30′ 28,7″ N, 0° 05′ 15,8″ O                         | Angleterre                |            |
| Chelsea Bridge                   | 37 | Chelsea Bridge                        | 101      | 213   | Suspendu Auto-ancré, tablier poutres acier, pylônes acier                       | A3216 Queenstown Road Tamise                     | 1937      | Londres 51° 29′ 04,4″ N, 0° 08′ 59,5″ O                         | Angleterre                |            |
| Scotswood Bridge                 | 38 | Pont de Scotswood                     | 100      | 139   | Arc Acier, tablier suspendu Pont bow-string                                     | A6085 Scotswood Road A695 Blaydon Hwy Tyne       | 1967      | Newcastle upon Tyne - Gateshead 54° 58′ 01,2″ N, 1° 41′ 24″ O   | Angleterre                | [ 15 ]     |
| Tay Rail Bridge                  | 39 | Pont ferroviaire du Tay               |          | 3264  | Treillis Acier                                                                  | Firth of Tay                                     | 1887      | Dundee - Wormit 56° 26′ 13,7″ N, 2° 59′ 15,5″ O                 | Écosse                    | [ S 7 ]    |
| Ballachulish Bridge              | 40 | Pont de Ballachulish                  |          |       | Treillis Acier                                                                  | A82 road Lock Linnhe                             | 1974      | Ballachulish 56° 41′ 19,5″ N, 5° 10′ 56,7″ O                    | Écosse                    |            |
|                                  | 41 | Pont de l'A1 sur la Tyne              |          |       | Pont à béquilles Béton                                                          | A1 road Tyne                                     |           | East Linton 55° 58′ 38,6″ N, 2° 40′ 00,7″ O                     | Écosse                    |            |
| Bonar Bridge                     | 42 | Pont de Bonar Bridge                  |          |       | Arc Acier, tablier suspendu Pont bow-string                                     | A836 road Kyle of Sutherland                     | 1973      | Bonar Bridge 57° 53′ 29,8″ N, 4° 20′ 51,3″ O                    | Écosse                    |            |